# Barbara Rae-Venter
Barbara Rae-Venter, född 17 juli 1948 i Auckland, Nya Zeeland, är en nyzeeländsk-amerikansk advokat och släktforskare. Hon är framförallt känd som en pionjär inom DNA-släktforskning, där hon bidrog till att Golden State Killer kunde identifieras. 2019 utsågs hon av TIME-Magazine till en av världens 100 mest inflytelserika människor. Hennes metod användes bland annat för att klara upp dubbelmordet i Linköping. 

## Biografi
Rae Venter växte upp på Nya Zeeland, men med bakgrund i England och Kanada. Hon doktorerade i biologi, innan hon bytte bana till en juristkarriär. Under sitt yrkesverksamma liv var hon advokat, med patentlagstiftning som fokusområde och särskilt inriktat på bioteknologiska uppfinningar.
Efter att ha pensionerats från sitt yrke som advokat började Rae Venter att släktforska som hobby. Hon intresserade sig för genetisk släktforskning, och började 2012 undervisa i DNA-släktforskning. 2015 fick hon en förfrågan från polisen om hon kunde hjälpa till att identifiera en kvinna som kidnappats som barn. Därefter fick hon flera liknande förfrågningar, och hösten 2017 förfrågades hon av polisspanaren Paul Holes om hon kunde bistå i Golden State Killer-utredningen, och med hjälp av DNA-matchningar kunde man hitta den skyldige. Tillvägagångssättet kom sedan att spridas till bland annat Sverige, där metoden genom den professionelle släktforskaren Peter Sjölund ledde till att dubbelmordet i Linköping kunde klaras upp. Rae Venter har intervjuats i såväl svenska som tyska, franska och australiska medier om metoden.
2019 utsågs Rae Venter till en av världens 100 mest inflytelserika människor av TIME-Magazine. Man konstaterade att hennes metod var den mest revolutionerande inom rättsskipning sedan de forensiska DNA-analyserna på 1980-talet.